# 圖們江中韓界務條款
《圖們江中韓界務條款》，日韓稱之為《間島協約》（：／，日语：／），是大清帝國和大日本帝国于1909年9月4日签订的一个条约。该条约规定韩国人所称的间岛为中国领土。

## 背景
- 清康熙年间，发生朝鲜王朝李氏兄弟越界且於中国境内杀人越货的事件。爾後，康熙皇帝派遣穆克登巡边，并於鸭绿江、图们江的共同源头——长白山天池树立了界碑。
- 1762年（乾隆二十七年），清朝对中国东北实施封禁政策。鸭绿江、图们江中朝边境地带亦为封禁重点。两国之民私自越江处以死刑。封禁政策使东北尤其是中朝边境地区土地长期荒芜。
- 1860年代以后，沙俄开始侵占东北地区。原本东北是当时清朝统治者满洲人的“龙兴之地”，绝对不允许中国關內人到东北。此时为移民实边，也不得不对外开放边禁，同时則放宽对朝鲜方面边禁。结果大批朝鲜平民渡过图们江，前去中国东北的荒地开拓，此即中国朝鲜族的源头之一。
- 1882年，吉林将军铭安要求对越来越多的中国境内的朝鲜人，依“云南苗人例”加以管理。但朝鲜高宗（即闵妃之夫，大院君之子）要求把这些人“刷还”——领回朝鲜。
- 1883年，中国敦化地方官致信朝鲜地方官员，要求“越垦流民……务于今秋采稼收割以后，即行依限回国”。但是朝鲜流民并未依規全部回国。
- 1885年朝鲜高宗向清朝的礼部提出：朝鲜人只是渡过了豆满江（即图们江），而没有越过中朝界河土门江（指今天中国的海兰江），所以请求不要“刷还”当地垦民。此為间岛之争的源头。
- 1885年9月到11月，双方第一次勘界，史称“乙酉勘界”，朝方坚持图们江和土门江是两条江，界河图们江是现在中国境内的海兰江。所以谈判没有达成一致。
- 1887年4月到5月，双方进行了第二次的共同勘界活动，史称“丁亥勘界”，双方一致同意所谓 “豆满江”、“土门江”就是今天的“图们江”的一音之转，但是双方对图们江的正源问题还是有分歧：朝方认为是红土水，中方认为是更南面一些的石乙水，于是双方（包括朝方代表李重夏）共同绘制地图，请求大清皇帝来裁定，皇帝裁定为石乙水，但朝鲜国王高宗又提出异议。结果，这次谈判仍未果。但是，当时中朝双方已经达成共识：中朝两国界河就是今天的图们江，而且明确承认图们江、土门江就是一条河，也就根本否认了“间岛”问题的存在。
- 1894年，清朝和日本两国因为朝鲜问题，爆发了“甲午战争”，清朝失敗，放弃了对朝鲜的宗主国地位。
- 1897年，朝鲜改名“大韩帝国”。
- 1903年3月到10月，在俄国人的協助之下，韩国人屡次骚扰中国边境（英语：Invasi Manchuria oleh Korea）。
- 1904年4月，扰边达到高潮，韩国的“垦岛保护使”李范允带领着五、六千士兵渡过图们江，进入中国内陆100多里地。清朝的延吉厅同知陈作彦予以痛击，韩国人大败而归。[1]
- 1905年，日俄战争之后，俄国放弃了对韩国的控制权，日韩签订了《乙巳條約》，韩国把外交全权交给日本。
- 1908年10月12日清朝巡检约30人到間島羽路洞发现韩人私自盖房，上前制止，与三名日本宪兵发生冲突，清人一死一伤，日人一伤。[2]

## 签定
日本为了修建南满铁路，又把间岛问题作为条件。1909年9月4日，日本承认间岛属于清朝，以换取日本在南满洲修建铁路的权力。日本國特命全權公使伊集院彦吉和大淸國欽命外務部尚书會辦大臣梁敦彦在北京签定该条约。

## 主要内容
- 圖們江是中、韓兩國國界。江源地方立定界碑，起點是石乙水。
- 日本在延边设立领事馆。
- 朝鲜人可继续在间岛居住。
- 延边朝鲜人需遵守清朝法律，涉及朝鲜人的重大案件需通报日本方面，日方有调查干涉权力。
- 延边朝鲜人与中国人受清朝法律同等待遇，不得携带武器越境，许可商业往来。
- 朝鲜的铁路延长到满洲，日本有修筑权力。[3]

## 朝鲜半岛国家的态度
1962年中华人民共和国和朝鲜民主主义人民共和国签定边界条约，确认延边属于中国，但是中国应金日成的要求将长白山天池及其附近的一部分（约1200平方公里）领土割让给朝鲜。大韩民国外交通商部2011年9月19日在提交國會外交通商統一委員會的國監資料中表示，日本同清朝簽訂的《間島協約》無效。但同時表示間島是複雜而敏感問題，需從歷史、國際法、政治外交角度慎重對待。